# Parafia greckokatolicka św. Dymitra w Bytomiu
Parafia greckokatolicka świętego Dymitra w Bytomiu – parafia greckokatolicka w Bytomiu, w dekanacie katowickim eparchii wrocławsko-koszalińskiej. Nabożeństwa odprawiane są w dolnym kościele rzymskokatolickim pod wezwaniem świętej Barbary.